# Спесивцева Ольга Олександрівна

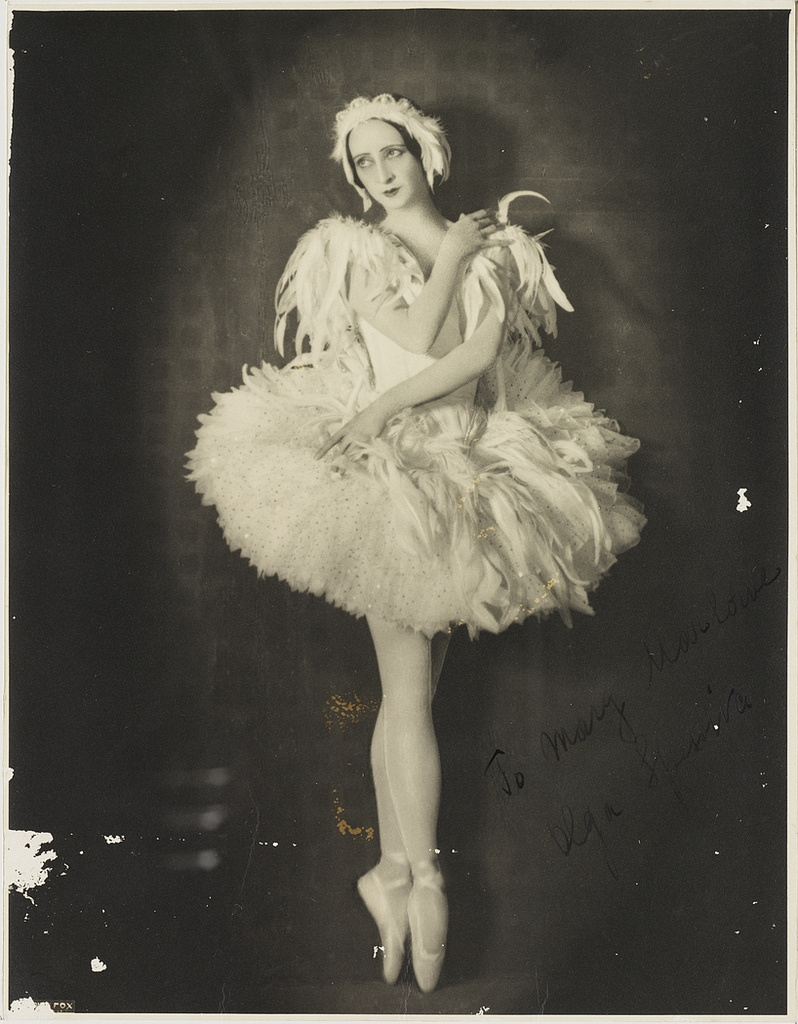
Ольга Спесивцева — Одетта, «Лебедине озеро», 1934 р.

Ольга Олександрівна Спесивцева (6 [18] липня 1895 Ростов-на-Дону, Російська імперія — 16 вересень 1991 року, Нью-Йорк, США) — російська прима-балерина.

## Біографія
Ольга Спесивцева народилася в Ростові-на-Дону 6 (18) липня 1895.
Батько був провінційним театральним актором. У сім'ї, окрім Ольги, було ще четверо дітей. Коли Ользі виповнилося 6 років, батько помер від туберкульозу, залишивши без засобів до існування велику сім'ю. Мати Устина Марківна, не в змозі прогодувати всіх, змушена була віддати в дитячий притулок при будинку ветеранів сцени трьох старших дітей: Анатолія, Зінаїду і Ольгу. Туди брали дітей — акторських сиріт на повне утримання. Всі троє пізніше були прийняті в Санкт-Петербурзьке театральне училище.
У Петербурзькому театральному училищі Ольга навчалася в балетному класі К. М. Кулічевської. Вже на випускному спектаклі Спесивцева показала себе талановитою класичною балериною. "Найбільш здатної з молодих дочок Терпсіхори вважають Спесивцеву, яку відзначили на екзаменаційному спектаклі в балеті " Казка Білої ночі "", — повідомляла «Петербурзька газета». Закінчивши училище 1913 року, вона тут же була прийнята на петербурзьку сцену імператорської балетної трупи, дебютувавши на сцені Маріїнського театру в балеті «Раймонда», виконувавши одну з невеликих партій. Надалі своє мистецтво удосконалювала у Катерини Вазем і Агрипини Ваганової.
Бачачи безумовний дар юної балерини, Фокін запросив її працювати з ним в Америці. Однак до цього часу вона знайомиться з літературним і балетним критиком-модерністом А. Л. Волинським, який мав на балерину величезний творчий вплив, а незабаром став її цивільним чоловіком. Волинський був прихильником класичного балету і відкидав нововведення та балетні реформи, і Ольга Спесивцева під його впливом відмовилася від співпраці з Фокіним. Але через рік після відмови Фокіну і через три роки після початку балетної кар'єри вже гастролювала з «Російським балетом Дягілєва» в США. Вона стала партнеркою Ніжинського в «Сильфіда» та «Привиді троянди». Слава про цей балетний дует перетнула всі межі і намітила абсолютно нові рубежі для зовсім ще юної виконавиці.
З 1918 року вона вже ведуча танцівниця, а з 1920 — прима-балерина Маріїнського театру. З 1919 року Ольга Спесивцева почала займатися у Ваганової, і ці заняття та передача досвіду старшої балерини справили величезний вплив. 1919 року, коли країні було зовсім не до балету, Ольга Спесивцева під керівництвом Ваганової підготувала головні партії в балетах «Жизель» і «Лебедине озеро». Того ж року до її репертуару додаються «Корсар», «Баядерка» і улюблена нею, одна з найкращих ролей — Есмеральда. Велике навантаження призводить до хвороби — починається туберкульоз. Повертається на сцену вона в травні 1921 року.
Розлучившись з Якимом Волинським незабаром після приходу більшовиків до влади, вона стала дружиною працівника Петросовета Бориса Каплуна, який допоміг їй емігрувати разом з матір'ю 1923 року до Франції, де протягом 1924—1932 років виступала в паризькому «Гранд-Опера», ставши ведучою запрошеною балериною Паризької Опери. Одночасно з роботою в Парижі вона знаходить час для гастролей. На гастролях 1927 року в Італії вона танцює «Жар-птицю», «Лебедине озеро», «Весілля Аврори». Того ж року Джордж Баланчин спеціально для неї поставив балет «Кішка» на музику Анрі Соге. Повернувшись до Гранд Опера, Ольга Спесивцева взяла участь в балеті «Трагедія Соломії» на музику Ф. Шмітта і Н. Гуеро. Після того, як пост головного балетмейстера зайняв Серж Лифар, вона виконувала партії в його балетах «Творіння Прометея», «Вакх і Аріадна». Її французькими партнерами були російські артисти Вацлав Ніжинський і Серж Лифар, а також прихований за російським псевдонімом Антон Долін англійський артист Сідні Френсіс Патрік Чіппендалл Хілі-Кей (Healey-Kay); через багато років Лифар і Долін написали мемуарні книги про її трагічну долю. Там же вона вийшла заміж ще раз — за російсько-французького танцівника і педагога Бориса Князєва.
З 1932 року Спесивцева працює з трупою Фокіна в Буенос-Айресі, а 1934 року, як зірка, вона відвідує Австралію в складі колишньої трупи Анни Павлової, якою на той час керує Віктор Дандре. А в цей час її мати в Парижі, не дочекавшись повернення дочки з далекої гастрольної поїздки, їде в Росію .
Напружене життя і невизначеність призводять балерину в розпач і підривають її психічне здоров'я. Вона з Борисом Князєвим відкриває невелику студію, пробує свої сили в педагогіці, намагається поставити спектакль силами учнів. Однак балетної педагогікою займається в першу чергу не вона, а чоловік. Через деякий час вони розлучаються.
Останній її виступ в Парижі відбувся 1939 року і після цього вона переїжджає до США.
У неї вже давно стали проявлятися симптоми психічного захворювання. 1943 року ознаки хвороби проявилися особливо важко, вона все більше втрачала пам'ять. Балерина змушена була припинити балетну кар'єру. 20 років життя (з 1943 до 1963) вона провела в психіатричній лікарні, пам'ять поступово відновилася і видатна балерина одужала. Однак повернутися до сцени вона вже не могла за віком.
Останні роки вона жила в пансіоні на фермі Толстовського фонду (Tolstoy Foundation, Inc.), створеного молодшою дочкою письменника Льва Толстого Олександрою Львівною Толстой, в маленькому провінційному місті Веллі Котедж (англ. Valley Cottage) в штаті Нью-Йорк графства Рочестер, поблизу міста Нью-Йорка.
Маріс Лієпа, який відвідав Ольгу Спесивцева в США, залишив спогад про цю зустріч:
 "Маленька кімнатка з майже спартанською обстановкою: кушетка, стіл, шафа та умивальник становили все її оздоблення. Нарешті до нас вийшла дуже витончена, з класичної, тобто гладкою, балетною зачіскою жінка, з широко розкритими збудженими очима. Вона привіталася, розцілувала нас усіх по черзі, сказала, що весь ранок страшенно хвилювалася, коли дізналася, що в гості до неї їдуть Уланова і Долин … Вона сказала, що погано себе почуває, тому що наближається Великдень, а великий пост надзвичайно послабив її, і, коли ми піднесли їй троянди, вона розчулилася і розплакалася невтішно, і ми мимоволі відчули себе так, немов зробили нетактовність … ми поїхали повні жалю і співчуття до долі відомої свого часу балерини. Справа була навіть не в хвороби, справа була в безвиході і самоті, якими віяло від її притулку і від усієї її маленької, що зберегла витонченість фігурки ". 
Померла 16 вересня 1991. Похована на російському кладовищі в Ново-Дівєєві.

## Обраний репертуар
- «Жізель» А. Адана —  Жизель
- «Лебедине озеро» П. І. Чайковського —  Одетта-Оділлія

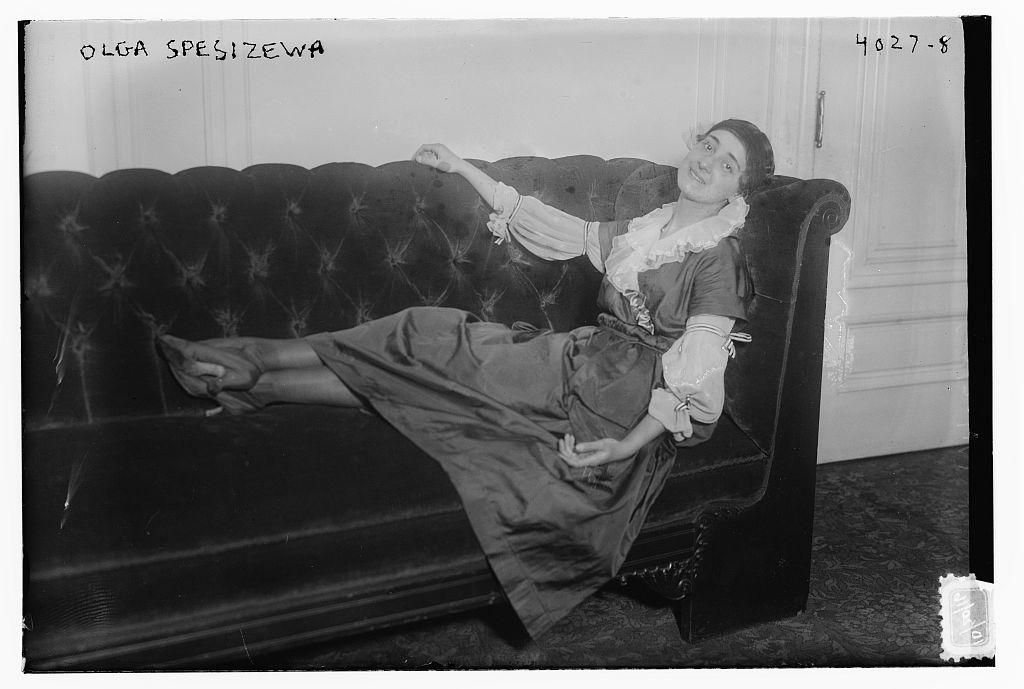
Спесивцева 1917

- «Корсар» на музику А. Адана, Л. Деліба, Р. Дриго, Ц. Пуні
- 1919 — « Баядерка»  Л. Мінкуса —  Никия
- « Есмеральда» на музику Ц. Пуні, Р. Глієра, С. Василенко —   Есмеральда
- «Лускунчик» П. І. Чайковського
- « Шопеніана» («Сильфіди») на музику  Ф. Шопена в хореографії  М. М. Фокіна —  Солістка
- « Бачення троянди» («Привид троянди») —  Дівчина
- «Пахіта» Л. Мінкуса
- « Дочка фараона» Ц. Пуні —  Аспіччія (Рамзея)
- 1919 — « Спляча красуня» П. І. Чайковського —  Аврора, Фея діамантів, Принцеса Флоріна
- « Евнікії» на музику А. В. Щербачева в хореографії М. М. Фокіна —  Подруга Евнікії
- 1917 — «Ерос» на музику Серенади для струнного оркестру до мажор П. І. Чайковського в хореографії М. М. Фокіна —  Дівчина
- 1927 —  «Жар-птиця»
- «Коник-Горбоконик» Ц. Пуні —  Цар-дівиця
- «Кішка» на музику А. Соге, балетмейстер  Дж. Баланчин
- «Трагедія Соломії» Н. Гуерра, балетмейстер Дж. Баланчин —  Соломія
- «Святковий вечір» Л. Стаатс
- «Творіння Прометея»
- «Бахус і Аріадна», балетмейстер Серж Лифар, в балетах Лифаря вона особливо проявила свою «безтілесну екзальтацію»
- 1913 — концертний номер «Іспанський танець»
- «Вмираючий лебідь»  До. Сен-Санса в хореографії М. М. Фокіна
- «Весілля Аврори»
- «Ромео і Джульєтта»
- «Раймонда»
- «Дон Кіхот»
- «Марна обережність»
- «Коппелія»
- «Шехеразада»
- «Петрушка»
- «Зефір і Флора»
- «Сільвія»
- «Талісман»
- «Ненюфар»
- «Єгипетські ночі»
- «Павільйон Арміда»
- «Каприз метелики»
- «Карнавал»
- «Арлекінада»
- «Арагонська хота»
- «Метелик»
- «Блудний син»
- «Вій»
- «Весняні мрії»
- «Менует Бетховена»
- «Вальс Штрауса»
- «Павана»
- «Птах-пророк»
- «Психея»
- «Трільбі»
- «Фея ляльок»
- «Фіаметта»
- «Трістан і Ізольда»
- «Синя птиця»
- «Сталевий крок»
- «Лицар і фея», та ін.

## Цікаві факти

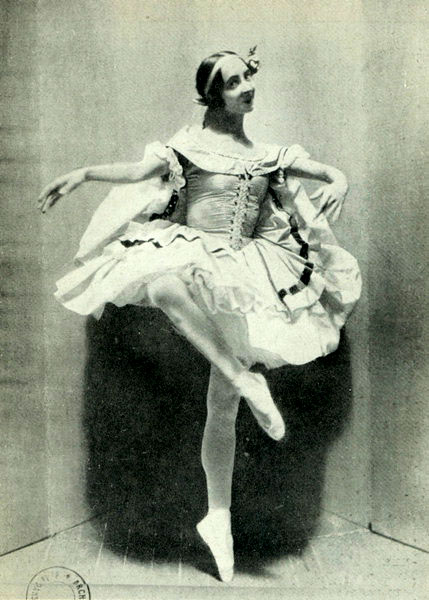
Ольга Спесивцева в балете «Есмеральда» (?), біля 1915

- Дягілєв любив повторювати слова великого Енріко Чекеті: «У світі народилося яблуко, його розрізали надвоє, одна половина стала Анною Павловою, друга — Ольгою Спесивцевою». При цьому він додавав: «Для мене Спесивцева — та сторона яблука, яка звернена до сонця»
- «Коли я побачив Павлову, то подумав, що вона — моя Тальоні. Але Спесивцева була тонше і чистіше Павлової», — згадував Дягілєв. А Лифар відзначав, що вона завжди жила «між мрією і дійсністю».
- Ольга Спесивцева є героїнею балету сучасного балетмейстера Б. Я. Ейфмана «Червона Жизель».
- 1995 року кінорежисер Олексій Учитель зняв фільм «Манія Жизелі», присвячений долі Ольги Спесивцевої. Її роль виконала актриса Галина Тюніна.
- «Божественна Жизель» (1997), документальний фільм режисера Майї Меркель.